# Polina Vedekhina
Polina Yuryevna Vedekhina (Volgograd, 6 de janeiro de 1994) é uma handebolista profissional russa, medalhista olímpica.

## Carreira
Vedekhina conquistou a medalha de prata com a equipe do Comitê Olímpico Russo nos Jogos Olímpicos de Verão de 2020 em Tóquio, após confronto contra a Seleção Francesa de Handebol Feminino na final.